# قره‌عمر
قره‌عمر، روستایی از توابع بخش تخت سلیمان شهرستان تکاب در استان آذربایجان غربی ایران است.

## جمعیت
این روستا در دهستان ساروق قرار دارد و براساس سرشماری مرکز آمار ایران در سال ۱۳۸۵، جمعیت آن ۴۰۶ نفر (۸۱ خانوار) بوده‌است.